# Kristin Fraser
Kristin Fraser (ur. 29 lutego 1980 w Palo Alto) – amerykańska łyżwiarka figurowa reprezentująca Azerbejdżan, startująca w parach tanecznych z Igorem Łukaninem. Dwukrotna uczestniczka igrzysk olimpijskich (2002, 2006) oraz czterokrotna mistrzyni Azerbejdżanu. Po zakończeniu kariery amatorskiej w 2010 r. została trenerką łyżwiarstwa.

## Życie prywatne
31 grudnia 2010 roku Kristin Fraser wyszła za mąż za swojego partnera sportowego Igora Łukanina podczas ceremonii w Montclair w stanie New Jersey.

## Osiągnięcia

### Z Igorem Łukaninem (Azerbejdżan)
| Zawody                   | 00–01          | 01–02          | 02–03          | 03–04          | 04–05          | 05–06          | 06–07          | 07–08          | 08–09          |                |                |                |                |                |                |                |                |
| Międzynarodowe           | Międzynarodowe | Międzynarodowe | Międzynarodowe | Międzynarodowe | Międzynarodowe | Międzynarodowe | Międzynarodowe | Międzynarodowe | Międzynarodowe | Międzynarodowe | Międzynarodowe | Międzynarodowe | Międzynarodowe | Międzynarodowe | Międzynarodowe | Międzynarodowe | Międzynarodowe |
| ------------------------ | -------------- | -------------- | -------------- | -------------- | -------------- | -------------- | -------------- | -------------- | -------------- | -------------- | -------------- | -------------- | -------------- | -------------- | -------------- | -------------- | -------------- |
| Igrzyska olimpijskie     |                | 17             |                |                |                | 19             |                |                |                |                |                |                |                |                |                |                |                |
| Mistrzostwa świata       | 19             | 15             | 13             | 16             | 13             | 14             | 16             | 11             | 18             |                |                |                |                |                |                |                |                |
| Mistrzostwa Europy       | 16             | 14             | 10             |                | 9              | 9              | 7              | 10             | 9              |                |                |                |                |                |                |                |                |
| GP Cup of China          |                |                |                |                | 5              | 4              |                |                |                |                |                |                |                |                |                |                |                |
| GPNHK Trophy             |                |                |                |                |                |                |                | 5              |                |                |                |                |                |                |                |                |                |
| GP Cup of Russia         |                |                |                |                |                |                | 7              |                |                |                |                |                |                |                |                |                |                |
| GP Skate America         |                |                | 6              |                |                |                |                | 5              |                |                |                |                |                |                |                |                |                |
| GP Skate Canada          |                |                | 7              | 7              |                | 4              |                |                |                |                |                |                |                |                |                |                |                |
| GP Trophée Eric Bompard  |                |                |                | 7              | 6              |                |                |                | 6              |                |                |                |                |                |                |                |                |
| Nebelhorn Trophy         | 5              | 4              | 4              |                |                |                |                |                |                |                |                |                |                |                |                |                |                |
| Golden Spin of Zagreb    | 2              | 5              |                |                |                |                | 1              |                |                |                |                |                |                |                |                |                |                |
| Memoriał Karla Schäfera  |                |                |                |                |                | 2              |                |                |                |                |                |                |                |                |                |                |                |
| Krajowe                  |                |                |                |                |                |                |                |                |                |                |                |                |                |                |                |                |                |
| Mistrzostwa Azerbejdżanu | 1              | 1              | 1              |                | 1              |                |                |                |                |                |                |                |                |                |                |                |                |

### Z Jonathanem Nicholsem (Stany Zjednoczone)
| Mistrzostwa Stanów Zjednoczonych | 8 |

### Z Peterem Kongkasem (Stany Zjednoczone)
| Mistrzostwa Stanów Zjednoczonych | 13 J |